# Helophorus lineatus
Helophorus lineatus är en skalbaggsart som beskrevs av Thomas Say 1823. Helophorus lineatus ingår i släktet Helophorus och familjen halsrandbaggar. Inga underarter finns listade i Catalogue of Life.